# 神柱公園
神柱公園（かんばしらこうえん）は宮崎県都城市にある公園である。中心街に位置し、神柱宮を中心に整備された公園である。

## 周辺
- 都城駅
- 都城市総合文化ホール
- 都城ロイヤルホテル

## 歴史
万寿年間に創建された神柱宮が明治6年に移転したのがこの場所である。その後神柱宮を中心に公園が整備され現在に至っている。